# Пагасетійська затока

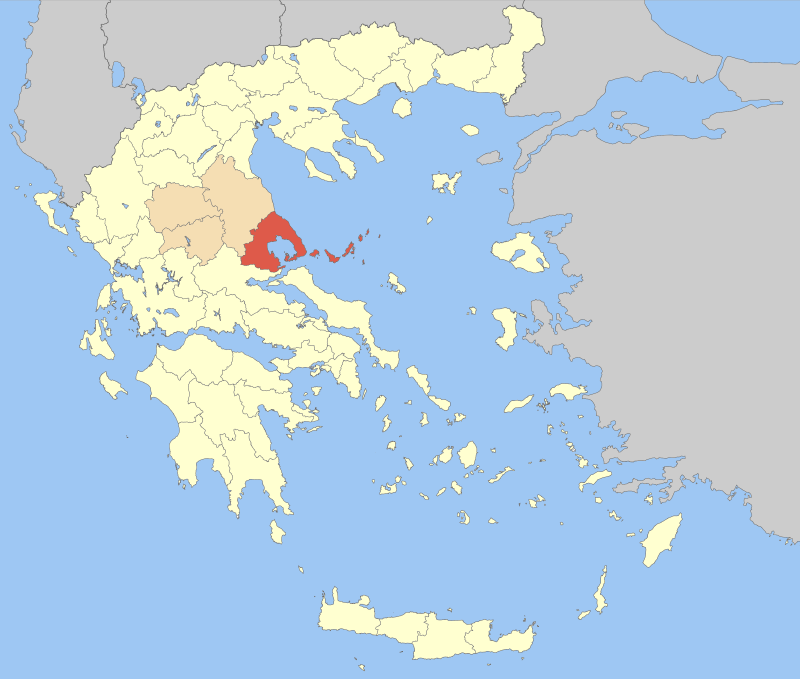
Ном Магнісія на мапі Греції

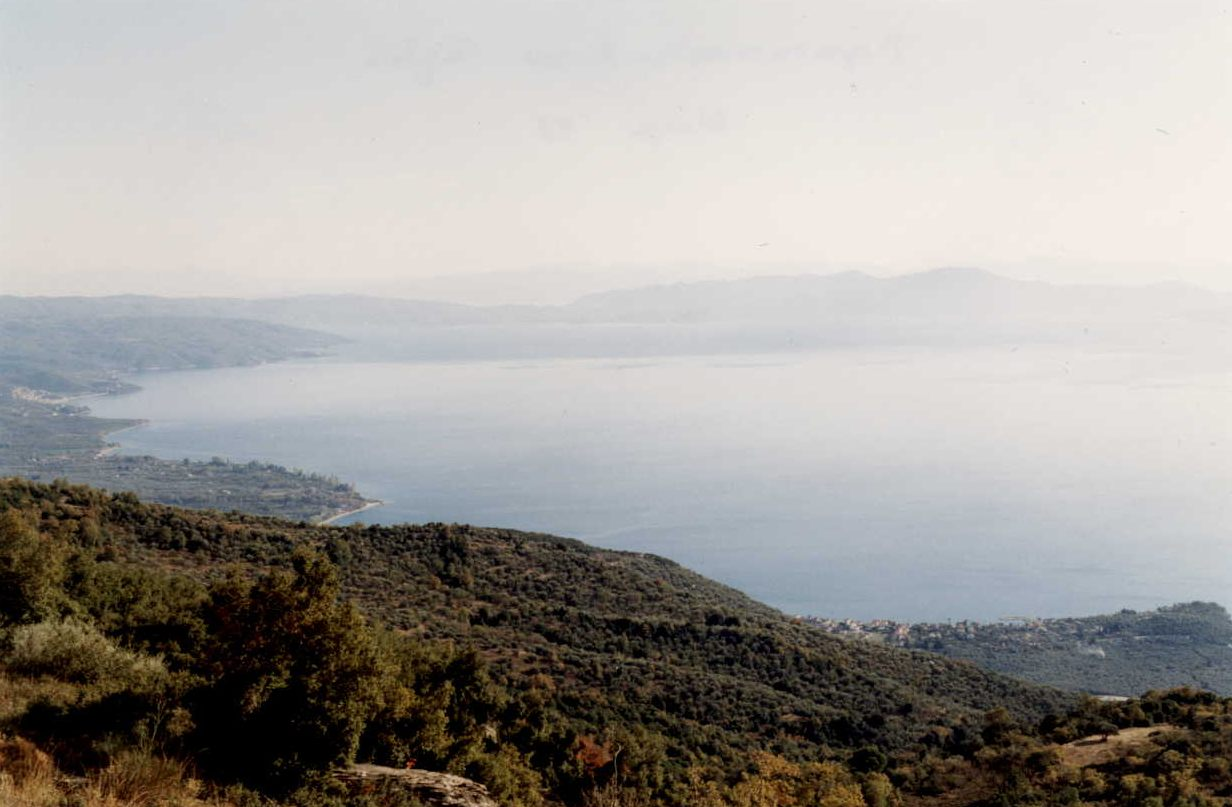
Східне узбережжя Пагасетійської затоки, селище Айос-Георгіос Ніліс

39°13′00″ пн. ш. 23°00′00″ сх. д. / 39.21667° пн. ш. 23.00000° сх. д.
Пагасетійська затока (грец. Παγασητικός κόλπος) — округла затока, порівняно невелика, максимальна глибина сягає 101 м, у номі Магнісія, східно-центральна Греція.
Затока утворена півостровом гірського пасма Пеліон та сполучена протокою з Евбейською затокою. Максимальна глибина сягає 102 м. Основний порт — місто Волос.
У 352 році до н. е. на західному узбережжі Пагасетійської затоки відбулась Битва на Крокусовому полі доби Третьої Священної війни між фокідянами та Македонією.

## Населені пункти
На узбережжі Пагасетійської затоки розташовані такі населені пункти за (годинниковою стрілкою):
| - Амаліаполіс - Алос - Альмірос - Неа-Ангіалос - Пагаса - Деметріада - Іолк |  | - Волос - Агрія - Неохорі - Аргаласті - Міліна - Трікері |